# Glycine cyrtoloba
Glycine cyrtoloba là một loài thực vật có hoa trong họ Đậu. Loài này được Tindale miêu tả khoa học đầu tiên.